# 군산 경마장 폭발 사고
군산 경마장 폭발 사고(群山 競馬場 爆發 事故)는 1945년 11월 30일 군산 경마교 인근에 있던 경마장에 가설된 일본군 무기창에서 경계근무중이던 미군이 피운 모닥불이 포탄에 착화, 폭발하여 발생한 사고이다.
순직한 의용소방대원을 기리는 "의용불멸탑"이 월명공원에 건립되어있다.